# Kwantung
Kwantung (関東州 Kantōshū?, en idioma chino: 關東州, 关东州, Guāndōngzhōu), oficialmente Territorio Arrendado de Kwantung, fue un territorio que se localizaba en la parte sur de la Península de Liaodong en el noreste de China; existió entre 1898 y 1945. Esta zona fue una de las numerosas concesiones que China tuvo que realizar a las potencias extranjeras a finales del siglo XIX. Desde 1898 hasta 1905 perteneció al Imperio ruso y desde 1905 hasta 1945 perteneció al Imperio del Japón. El nombre Kwantung significa este de Shanhaiguan, en referencia a la localidad de Qinhuangdao, en la actual provincia de Hebei, lugar donde se situaba el extremo este de la Gran Muralla China. El territorio incluía los puertos de Lüshunkou —Port Arthur— y Dalian —Dairen—.

## Historia
Durante el reinado de la dinastía Qing en China, la Península Liaodong pertenecía administrativamente a la provincia de Liaoning. En 1882, la Flota de Beiyang estableció una base naval y estación de carbón en Lüshunkou (Port Arthur).
Durante la primera guerra sino-japonesa (1894-1895), Japón avanzó y ocupó la región; al fin de la guerra, el área fue ratificado por el Tratado de Shimonoseki y Japón ejerció la total soberanía de Kwantung. No obstante, al poco tiempo  Alemania, Francia y Rusia presionaron a Japón para que devolviera el territorio a China; este evento fue llamado la Triple Intervención.
En diciembre de 1897, varias embarcaciones rusas se establecen en Port Arthur; posteriormente en marzo de 1898 Rusia obtiene el territorio a través de un arriendo con China. Esta área se extendía sobre la costa norte de la bahía de Yadang, en el lado occidental de la península. La parte norte de la península fue convertida en un territorio neutral en que China no podía hacer concesiones a otros países. En ese mismo año Rusia comenzaría con la construcción de un ferrocarril desde Port Arthur en dirección norte. Rusia convirtió Port Arthur en una base naval, y en 1899 fundaron la ciudad de Dal’niy (que significa “distante” o “remoto”), y que se convertiría en la ciudad de Dalian.
Posteriormente, con la derrota rusa en la Guerra Ruso-Japonesa y la firma del Tratado de Portsmouth en 1905, Japón se convertiría en el nuevo arrendatario del territorio. Además, Japón obtuvo derechos extraterritoriales de las regiones al norte del territorio adyacente a los 885 kilómetros del Ferrocarril Manchuriano del Sur (la Zona del Ferrocarril Manchuriano del Sur), que fue extendida hasta Changchun. Estos derechos, junto con el ferrocarril y varias líneas pasaron a la corporación conocida como la Compañía del Ferrocarril de Manchuria del Sur.
El Imperio del Japón estableció el cargo de Gobernador General de Kwantung (關東都督府, Kantō Totokufu) para que administrara el nuevo territorio, mientras que la defensa del mismo y del ferrocarril quedaba a cargo de la Guarnición de Kwantung. En negociaciones con la República de China bajo las Veintiuna exigencias, los términos del alquiler fueron extendidos a 99 años o hasta 1997.
Con la fundación del estado títere de Manchukuo en 1932, Japón consideró la soberanía del territorio arrendado como transferida de China a Manchukuo. Un nuevo acuerdo de arrendamiento fue contratado entre el Japón y el gobierno de Manchukuo, por el cual Japón entregó la zona del Ferrocarril de Manchuria del Sur a Manchukuo; sin embargo, Japón retuvo el territorio arrendado de Kwantung aparte del nominalmente independiente Manchukuo hasta su entrega al final de la Segunda Guerra Mundial en 1945. El territorio pasó a quedar bajo ocupación militar soviética hasta 1955, cuando la Unión de Repúblicas Socialistas Soviéticas entregó la base naval a la República Popular de China.

## Administración

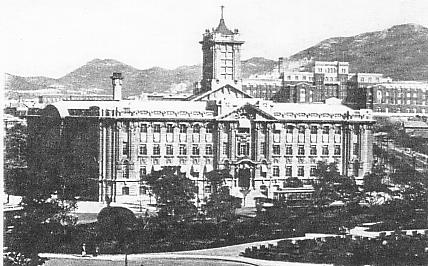
Ayuntamiento de Dalian.

En una reorganización de 1919, la Guarnición Kwantung fue denominada Ejército de Kwantung y separada de la administración civil del territorio, que fue llamado el Departamento de Kwantung (関東庁 o Kantō-cho). En un inicio, el Kantō-cho informaba directamente a la oficina del primer ministro de Japón; después, estuvo subordinado al Ministerio de Asuntos Coloniales. Internamente, el área arrendada en Kwantung fue dividida en dos distritos, con dos ciudades y nueve pueblos. Los concejos ediles eran parcialmente elegidos y parcialmente nombrados por el gobernador.

## Economía

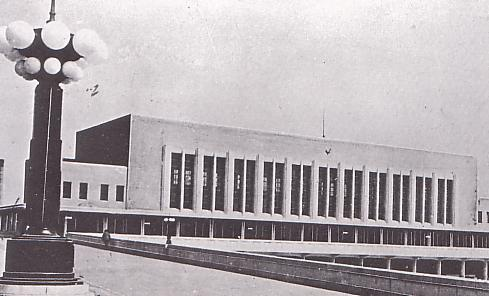
Estación de Dalian.

La inversión masiva de capital estuvo concentrada en Dalian (para ese entonces capital del territorio), al interior de la cual las empresas japonesas desarrollaron una infraestructura industrial significativa, así como un puerto de primera clase fuera del mediocre puerto natural. Las instalaciones del puerto en Dalian y su condición de puerto libre la convirtieron en la principal puerta de entrada al comercio con el noreste de China. La Compañía del Ferrocarril del Sur de Manchuria tenía su sede central en Dalian y algunos de los beneficios de sus operaciones fueron canalizadas para la transformación de Dalian en una ciudad escaparate, con una moderna planificación urbana y arquitectura moderna que incluía hospitales, universidades y una gran zona industrial.

## Gobernadores generales

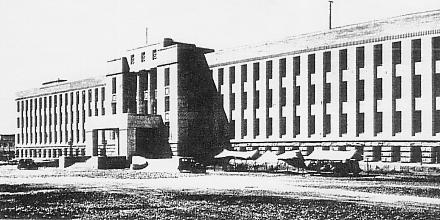
Oficina de la Prefectura de Kwantung.

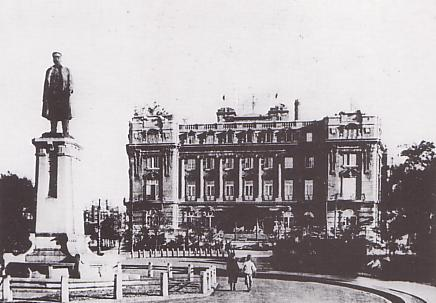
Hotel Yamato en Dalian.

| #  | Nombre                         | Inicio                   | Final                    |
| -- | ------------------------------ | ------------------------ | ------------------------ |
| 1  | Yoshimasa Ōshima (大島義昌)    | 10 de octubre de 1905    | 26 de abril de 1912      |
| 2  | Yasumasa Fukushima (福島安正)  | 26 de abril de 1912      | 15 de septiembre de 1914 |
| 3  | Akira Nakamura (中村覚)        | 15 de septiembre de 1914 | 31 de julio de 1917      |
| 4  | Yujiro Nakamura (中村雄次郎)   | 31 de julio de 1917      | 12 de abril de 1919      |
| 5  | Gonsuke Hayashi (林権助)       | 12 de abril de 1919      | 24 de mayo de 1920       |
| 6  | Isaburo Yamagata (山県伊三郎)  | 24 de mayo de 1920       | 8 de septiembre de 1922  |
| 7  | Ijuin Hikokichi (伊集院彦吉)   | 8 de septiembre de 1922  | 19 de septiembre de 1923 |
| 8  | Hideo Kodama (児玉秀雄)        | 26 de septiembre de 1923 | 17 de diciembre de 1927  |
| 9  | Kenjiro Kinoshita (木下謙次郎) | 17 de diciembre de 1927  | 17 de agosto de 1929     |
| 10 | Masahiro Ota (太田政弘)        | 17 de agosto de 1929     | 16 de enero de 1931      |
| 11 | Seiji Tsukamoto (塚本清治)     | 16 de enero de 1931      | 11 de enero de 1932      |
| 12 | Mannosuke Yamaoka (山岡万之助) | 11 de enero de 1932      | 8 de agosto de 1932      |
| 13 | Nobuyoshi Mutō (武藤信義)      | 9 de agosto de 1932      | 28 de julio de 1933      |
| 14 | Takashi Hishikari (菱刈隆)     | 28 de julio de 1933      | 10 de diciembre de 1934  |
| 15 | Jirō Minami (南次郎)           | 10 de diciembre de 1934  | 6 de marzo de 1936       |
| 16 | Kenkichi Ueda (植田謙吉)       | 6 de marzo de 1936       | 7 de septiembre de 1939  |
| 17 | Yoshijirō Umezu (梅津美治郎)   | 7 de septiembre de 1939  | 18 de julio de 1944      |
| 18 | Otozō Yamada (山田乙三)        | 18 de julio de 1944      | 28 de agosto de 1945     |

### Pie de página
1. ↑  Hsu, pp.546
2. ↑  Coox, Monomhan, pp 1
3. ↑  Quigley, Japanese Government and Politics, pp. 141
4. ↑  Low, pp.106